# BSC Eintracht/Südring 1931
Der Berliner Sport-Club Eintracht/Südring 1931 ist ein deutscher Sportverein aus Berlin-Kreuzberg. Mit zirka 1500 Mitgliedern ist der BSC einer der größten Sportvereine Kreuzbergs. Etwa die Hälfte der Mitglieder sind Kinder und Jugendliche.

## Geschichte
Der Verein wurde am 28. Juni 1931 von 40 sportbegeisterten Turnern und Handballern aus der 11. Fichte-Abteilung des ASV Fichte heraus unter dem Namen Freie Sport-Vereinigung Fichte (FSF) gegründet. Sportstätten des Vereins befanden sich in der Mittenwalder Straße und im Katzbachstadion. Mit dem beginnenden Nationalsozialismus in Deutschland wurden Arbeitersportvereine wie der FSF verboten. Die Sportler fanden sich jedoch schnell in anderen Vereinen wieder. So gründeten die Fußballer des FSF 1935 den Sport-Club Südring. 1936 folgten Handballer, Turner und Leichtathleten in den Verein. Zu Kriegsbeginn hatte der Verein 17 Fußball- und Handballmannschaften, die sich kriegsbedingt bis 1945 alle auflösten. Mit der Gründung kommunaler Sportgruppen entstand 1945 die Sportgruppe Kreuzberg Süd. Namensänderungen folgten in Gruppe Südring und Sport-Club Südring. Die Fußballer gründeten in den 1950er Jahren den Berliner Fußball-Club Eintracht, mit welchem sich der Sport-Club Südring in der Folge zum BSC Eintracht/Südring 1931 vereinte.

## Abteilungen
- Badminton
- Fußball
- Frauenhandball
- Gaelic Sports
- Tennis
- Tischtennis
- Volleyball
- Futsal

## Erfolge
Für die größten Erfolge sorgten die Badmintonsportler des Vereins. Die 1957 gegründete Abteilung wurde in der Saison 1996/97 deutscher Mannschaftsmeister. 1999 siegte das Team im Europapokal. Wegen der finanziellen Risiken wurde die erfolgreiche Badminton-Abteilung als eigener Verein aus dem Gesamtverein ausgegliedert – unter dem Namen BC Eintracht Südring.

### Badminton
| Saison    | Veranstaltung                     | Disziplin    | Platz | Name |
| --------- | --------------------------------- | ------------ | ----- | --- |
| 1990/1991 | Deutsche Einzelmeisterschaft      | Herreneinzel | 1     | Henner Sudfeld (BC Eintracht Südring Berlin) |
| 1990/1991 | Deutsche Einzelmeisterschaft      | Damendoppel  | 3     | Petra Dieris-Wierichs / Heidi Krickhaus (FC Bayer 05 Uerdingen / Südring Berlin) |
| 1990/1991 | Deutsche Einzelmeisterschaft      | Dameneinzel  | 3     | Heidi Krickhaus (Südring Berlin) |
| 1991/1992 | Deutsche Einzelmeisterschaft      | Damendoppel  | 3     | Petra Dieris-Wierichs / Heidi Krickhaus (FC Bayer 05 Uerdingen / Südring Berlin) |
| 1991/1992 | Deutsche Einzelmeisterschaft      | Damendoppel  | 1     | Kerstin Ubben / Nicole Baldewein (Eintracht Südring Berlin / OSC Düsseldorf) |
| 1991/1992 | Deutsche Einzelmeisterschaft      | Dameneinzel  | 1     | Kerstin Ubben (BC Eintracht Südring Berlin) |
| 1991/1992 | Deutsche Einzelmeisterschaft      | Herrendoppel | 3     | Volker Eiber / Ralf Rausch (FC Bayer 05 Uerdingen / BC Eintracht Südring Berlin) |
| 1991/1992 | Deutsche Einzelmeisterschaft      | Herrendoppel | 1     | Stephan Kuhl / Stefan Frey (BC Eintracht Südring Berlin / TV Mainz-Zahlbach) |
| 1992/1993 | Deutsche Einzelmeisterschaft      | Damendoppel  | 2     | Kerstin Ubben / Steffi Westermann (BC Eintracht Südring Berlin) |
| 1992/1993 | Deutsche Einzelmeisterschaft      | Herrendoppel | 3     | Martin Kranitz / Franz-Josef Müller (SSV Heiligenwald / BC Eintracht Südring Berlin) |
| 1992/1993 | Deutsche Einzelmeisterschaft      | Mixed        | 3     | Ralf Rausch / Petra Dieris-Wierichs (BC Eintracht Südring Berlin / FC Bayer 05 Uerdingen) |
| 1994/1995 | Deutsche Einzelmeisterschaft      | Mixed        | 3     | Uwe Ossenbrink / Viola Rathgeber (TTC Brauweiler / BC Eintracht Südring Berlin) |
| 1994/1995 | Deutsche Einzelmeisterschaft      | Damendoppel  | 3     | Viola Rathgeber / Nicol Pitro (Südring Berlin / FC Langenfeld) |
| 1994/1995 | Deutsche Einzelmeisterschaft      | Dameneinzel  | 2     | Viola Rathgeber (BC Eintracht Südring Berlin) |
| 1996/1997 | Deutsche Einzelmeisterschaft      | Herrendoppel | 2     | Uwe Ossenbrink / Kai Mitteldorf (TuS Wiebelskirchen / BC Eintracht Südring Berlin) |
| 1996/1997 | Deutsche Einzelmeisterschaft      | Dameneinzel  | 2     | Katja Michalowsky (BC Eintracht Südring Berlin) |
| 1996/1997 | Deutsche Mannschaftsmeisterschaft | Mannschaft   | 1     | BC Eintracht Südring Berlin |
| 1997/1998 | Deutsche Einzelmeisterschaft      | Herrendoppel | 3     | Kai Mitteldorf / Stefan Frey (BC Eintracht Südring Berlin / Grün-Weiß Wiesbaden) |
| 1997/1998 | Deutsche Mannschaftsmeisterschaft | Mannschaft   | 3     | BC Eintracht Südring Berlin |
| 1998/1999 | Deutsche Einzelmeisterschaft      | Herrendoppel | 3     | Uwe Ossenbrink / Kai Mitteldorf (TuS Wiebelskirchen / BC Eintracht Südring Berlin) |
| 1998/1999 | Deutsche Einzelmeisterschaft      | Mixed        | 3     | Joachim Tesche / Anja Weber (TuS Wiebelskirchen / Südring Berlin) |
| 1998/1999 | Deutsche Mannschaftsmeisterschaft | Mannschaft   | 1     | BC Eintracht Südring Berlin |
| 1999      | Europapokal                       | Mannschaft   | 1     | BC Eintracht Südring Berlin |
| 1999/2000 | Deutsche Mannschaftsmeisterschaft | Mannschaft   | 1     | BC Eintracht Südring Berlin (Jens Olsson, Sebastian Schmidt, Kristof Hopp, Mikael Rosén, Catrine Bengtsson, Margit Borg, Rikard Magnusson, Daniel Eriksson)                                                                  |
| 2000      | Europapokal                       | Mannschaft   | 3     | BC Eintracht Südring Berlin |
| 2000/2001 | Deutsche Einzelmeisterschaft      | Herrendoppel | 1     | Thomas Tesche / Kristof Hopp (1. BC Bischmisheim / BC Eintracht Südring Berlin) |
| 2000/2001 | Deutsche Mannschaftsmeisterschaft | Mannschaft   | 1     | BC Eintracht Südring Berlin (Vladislav Druzchenko, Karina de Wit, Rikard Magnusson, Lotte Jonathans, Jyri Aalto, Anja Weber, Peter Axelsson, Catrine Bengtsson, Jens Eriksen, Henrik Andersson, Bram Fernardin, Torsten Ost) |
| 2000/2001 | Deutsche Einzelmeisterschaft      | Mixed        | 2     | Kristof Hopp / Kathrin Piotrowski (Südring Berlin / Bottroper BG) |
| 2001/2002 | Deutsche Einzelmeisterschaft      | Herrendoppel | 1     | Thomas Tesche / Kristof Hopp (1. BC Bischmisheim / BC Eintracht Südring Berlin) |
| 2002/2003 | Deutsche Mannschaftsmeisterschaft | Mannschaft   | 2     | BC Eintracht Südring Berlin (Vladislav Druzchenko, Rikard Magnusson, Jyri Aalto, Peter Axelsson, Jens Eriksen, Henrik Andersson, Bram Fernardin, Torsten Ost, Karina de Wit, Lotte Jonathans, Anja Weber, Catrine Bengtsson) |